# Ender na wygnaniu
Ender na wygnaniu (tyt. oryg. Ender in Exile, Nowy Jork, TOR, 2008; wyd. polskie w tłum. Piotra W. Cholewy nakładem oficyny Prószyński i S-ka, 2010 r.) to należąca do gatunku science fiction powieść Orsona Scotta Carda. Jest kontynuacją cyklu o Enderze a opowiada o tym co działo się z Enderem między Grą Endera a Mówcą Umarłych.
Akcja utworu toczy się w większości pomiędzy XIV a XV rozdziałem Gry Endera. Jak napisał Card w posłowiu: Wojna się kończy. Żołnierz wraca do domu i musi radzić sobie z tym wszystkim, co się na wojnie zdarzyło. Tylko że Ender nie wrócił do domu i z tym również musiał sobie poradzić.